# Абатство Марії Лаах
50°24′08″ пн. ш. 7°15′08″ сх. д. / 50.402261° пн. ш. 7.252098° сх. д.
Абатство Марії Лаах (нім. Abtei Maria Laach, лат. Abbatia Maria Lacensis, Abbatia Maria ad Lacum) — бенедиктинське абатство, розташоване на південно-західному березі Лахер-Зе (озера Лаах), поблизу Андернаха, в регіоні Айфель. Рейнланд-Пфальц в Німеччині. Він є членом Конгрегації Беруно в рамках Бенедиктинської Конфедерації  Абатство було побудоване в XI–XII століттях і спочатку було відомо як «Абтей Лаах» («Abbatia Lacensis» або «Абатство Лаах», що означає «Озерне абатство») до 1862 року, коли єзуїти додали назву «Марія».

## Примітні особливості

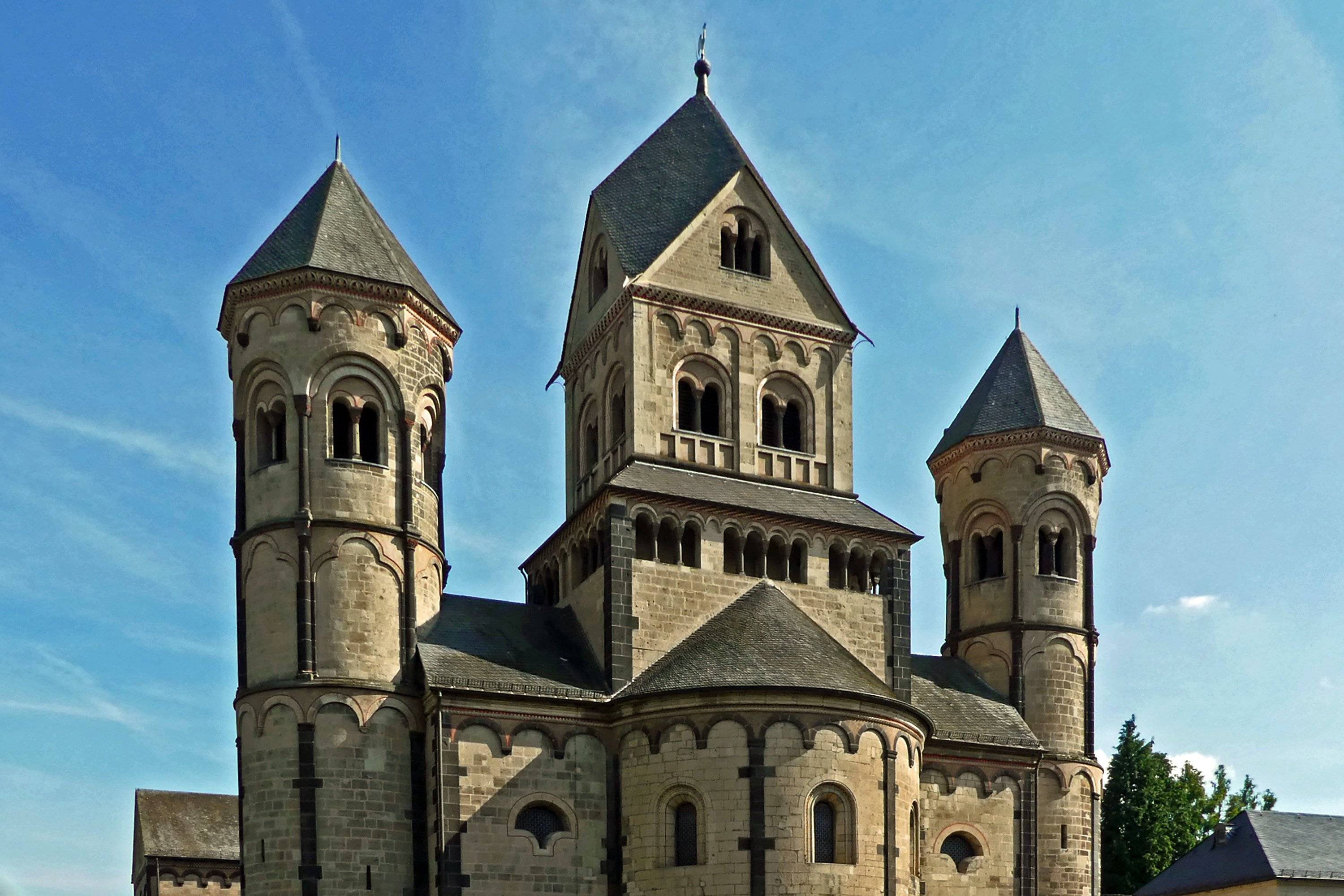
Західна будівля Марії Лаах

Церква абатства Марії Лаах вважається шедевром німецької романської архітектури з її кількома вежами, великим вестверком з аркадною галереєю та унікальним західним ганком.
Східна частина має круглу апсиду, фланковану двома квадратними вежами. Над перетином трансепту розташований широкий купол з конусоподібним дахом. Монументальний західний фасад включає західний хор з апсидою, фланкований круглими вежами-близнюками та квадратною центральною вежею.
Парадайз, одноповерховий західний ґанок із колонадою, що оточує невеликий внутрішній двір, був доданий приблизно в 1225 році. Він нагадує архітектуру ранньохристиянських базилік. Його капітелі багато вирізьблені людськими та міфічними фігурами. Муляр із творчою уявою відомий як Laacher Samson-Meister або «Майстер Лаах Самсона», чиє різьблення також знайдено в Кельні та інших місцях. Фонтан Лев у дворі був доданий у 1928 році.
Помітні особливості інтер’єру включають гробницю засновника Пфальцграфа Генріха II (датується 1270 роком), фрески XVI століття, пізньороманський балдакіно в апсиді та цікаві сучасні прикраси, такі як мозаїка з бл. 1910 р. та вітражі 1950-х років.

## Галерея

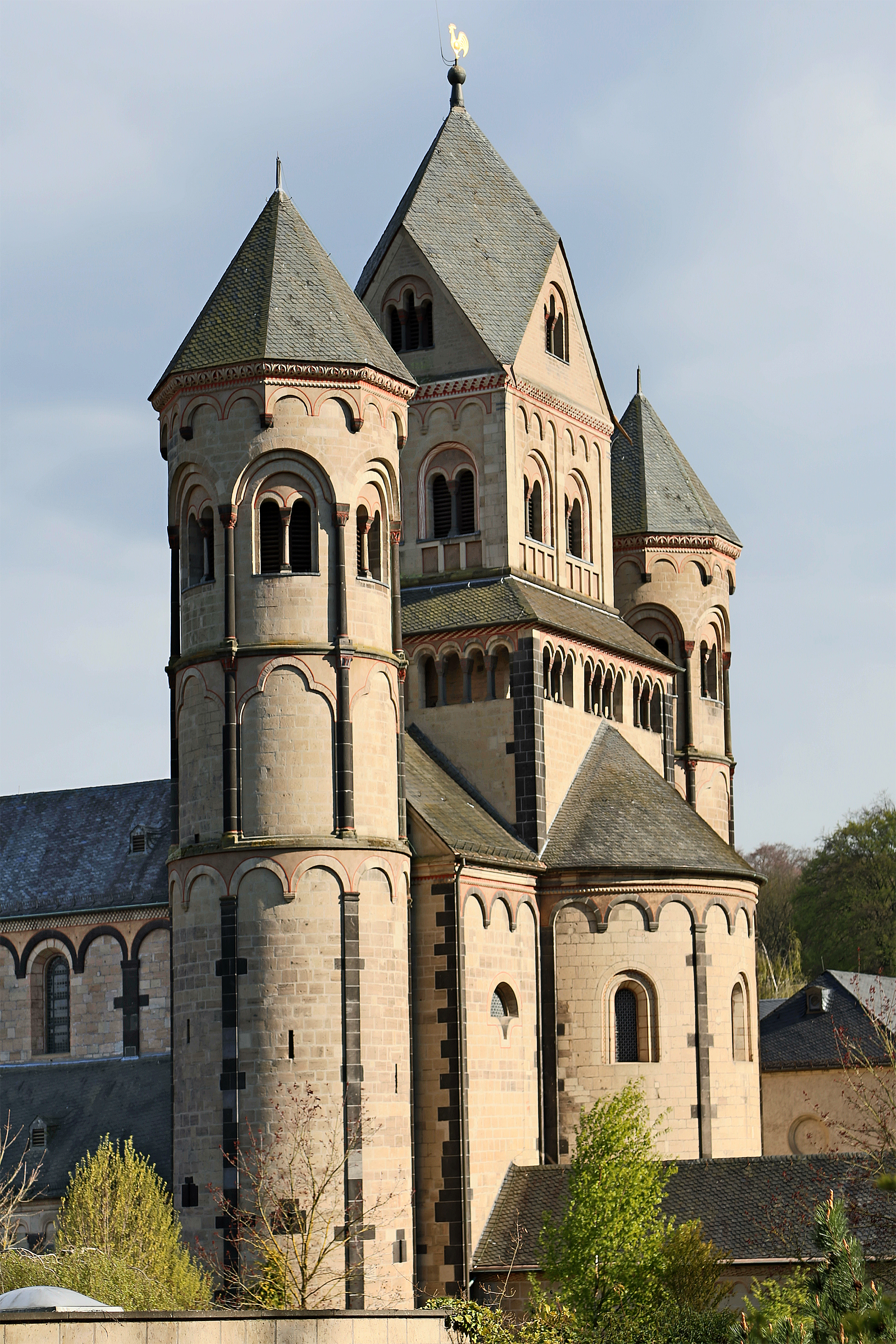
Абатство Марії Лаах, західна частина з парадієм, нартексом, що оточує сад.
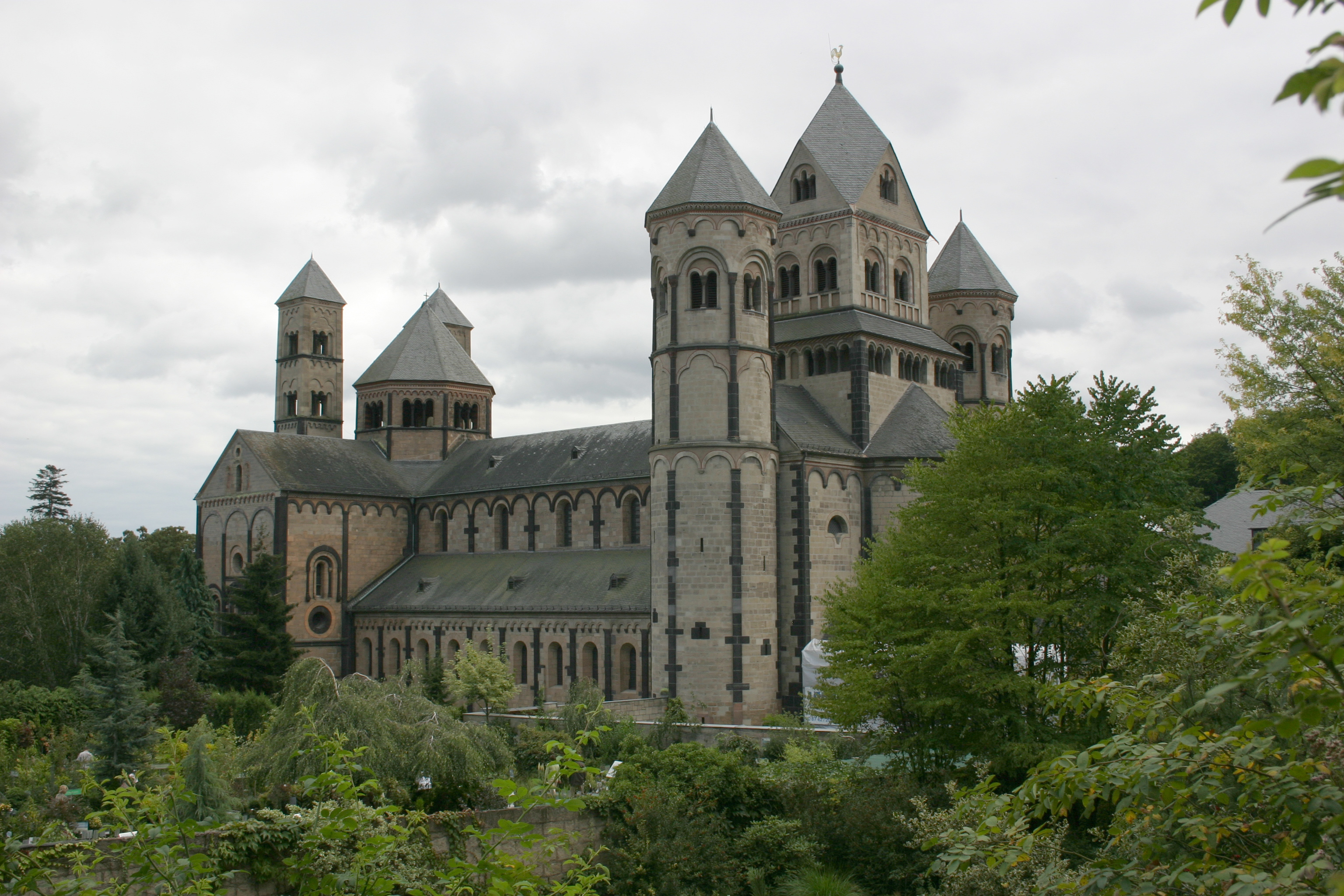
Абатство Марія Лаах, вид з північного заходу
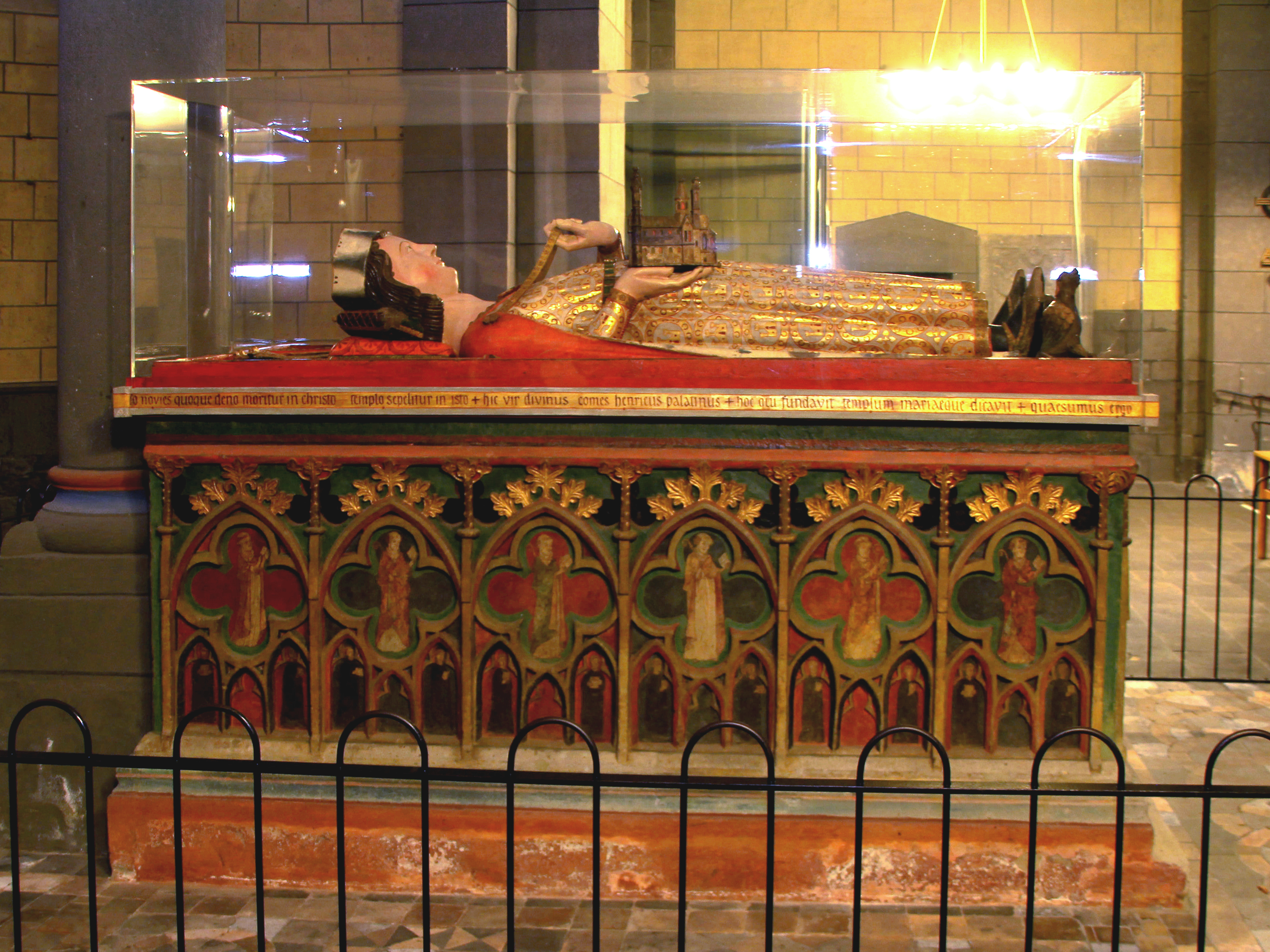
Гробниця Генріха Лаахського в абатстві Марії Лаах
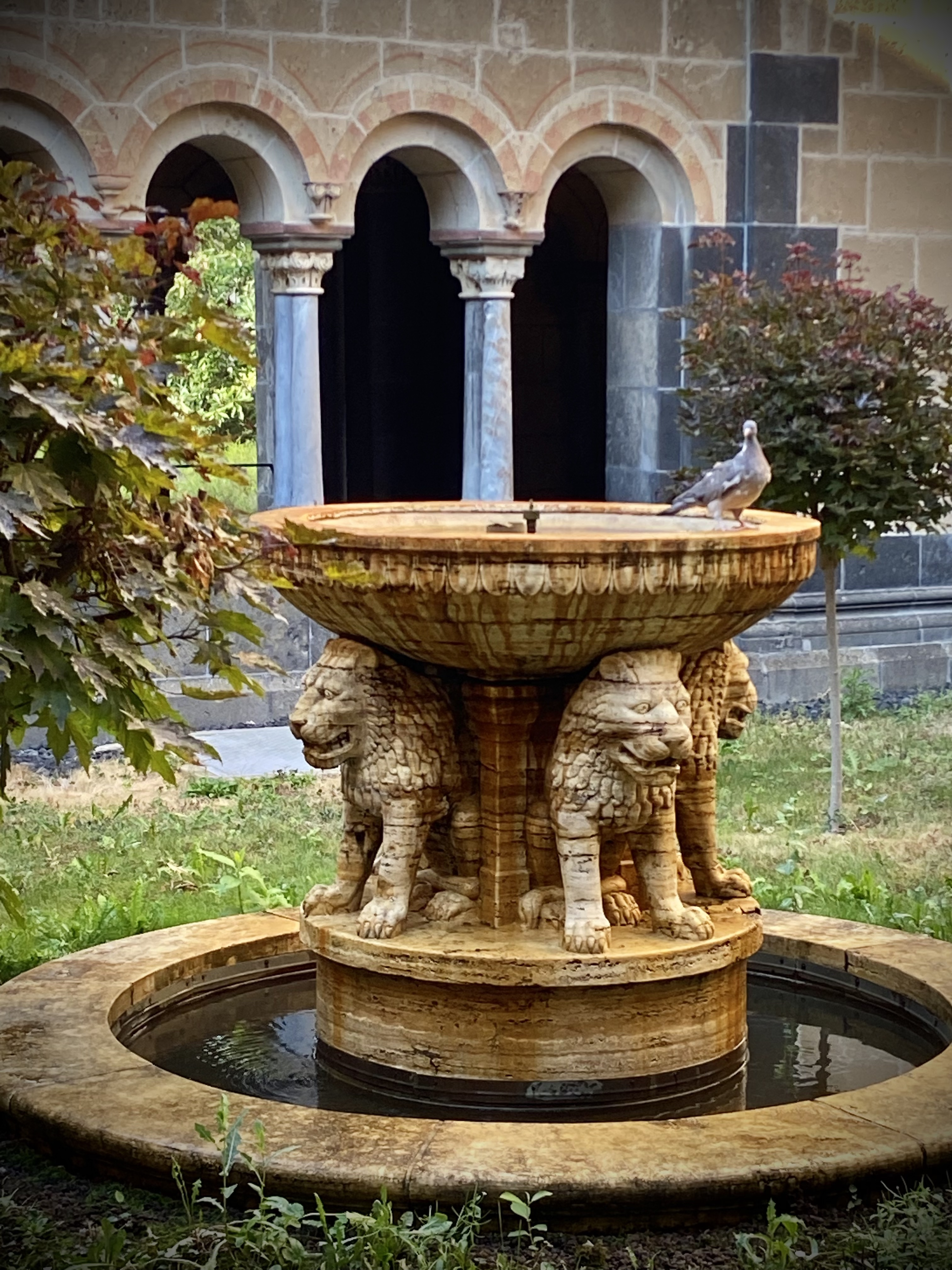